# Danuta Mizgalska
Danuta Mizgalska – polska piosenkarka, artystka pochodząca z Poznania.

## Życiorys
Danuta Mizgalska swoją drogę artystyczną rozpoczęła w latach 70. XX wieku. Urodziła się w Poznaniu, gdzie mieszka do dziś. Zadebiutowała na deskach obecnej „Sceny na Piętrze „w śpiewogrze pt. „Parady” Potockiego. Współpracę z Estradą Poznańską rozpoczęła w 1971 r. uczęszczając do Studium Sztuki Estradowej pod kierownictwem Jerzego Miliana i emisji głosu pod okiem prof. K.Urbanowicza. Po ukończeniu rozpoczęła samodzielną pracę estradową. W 1978 roku w Studiu radiowym w Katowicach z orkiestrą pod dyr Jerzego Miliana nagrała swoją pierwszą piosenkę pt. „Nasz uśmiech losu”, która stała się przebojem popularnej wówczas audycji „Lata z Radiem „. Potem były kolejne nagrania, które zdobywały wysokie notowania na listach przebojów. Na dwa lata związała się z poznańskim Zespołem Wojsk Lotniczych „Eskadra”. Po tej „podniebnej” przygodzie związała się z Stołeczną Estradą, by kontynuować karierę solową. Dużo koncertowała, występowała z orkiestrami Jerzego Miliana, Stefana Rachonia, Henryka Debicha, D Jarmołowicza. Nagrywała w studiach radiowych w Warszawie, Katowicach, Poznaniu i Łodzi.
 W 1983 roku nagrała dwa recitale telewizyjne w reż Anny Minkiewicz pt „Dziewczyna taka jak inne” i „Uśmiech losu”. Brała udział w muzycznych programach telewizyjnych, nagrała też wiele teledysków wykorzystywanych na potrzeby bardzo popularnego w tamtych latach Telewizyjnego Koncertu Życzeń.
Wystąpiła na festiwalu w Opolu i Festiwalu w Jurmale (Łotwa). Oklaskiwano ją też za granicą: Niemczech, Rosji, Ukrainie, Azerbejdżanie, Kazachstanie, USA, Japonii i Kanadzie.
Pod koniec lat 90' wycofała się na długie lata z działalności estradowej. W 2011 roku wróciła na scenę nagrywając z udziałem poznańskiego muzyka Piotra Żurowskiego balladę Rolling Stonesów pt. „As tears go by” z polskim tekstem Andrzeja Sobczaka „Nie jedna już opadła łza”.
W 2014 roku nagrała dwie nowe piosenki pt. „Co czeka mnie” i „Splot Szczęśliwości”, muz A. Rup. W 2015 piosenkę „Żart” muz. R. Meisel, która otrzymała II miejsce w plebiscycie na radiową piosenkę miesiąca.
Nadal z powodzeniem koncertuje. Jej piosenki można jeszcze usłyszeć na antenie Radia Pogoda jak i na Radiowych Stacjach lokalnych. Jest członkiem Stowarzyszenia Artystów Wykonawców Utworów Muzycznych i Słowno-Muzycznych SAWP.
Pisali dla niej: Jarosław Kukulski, Andrzej Ellmann, Janusz Piątkowski, Jerzy Milian, Ryszard Kniat, Henryk Krzeszowiec, Sławomir Sokołowski, Aleksander Nowacki, Andrzej Sobczak, Andrzej Kosmala, Andrzej Jastrzębiec Kozłowski, Janusz Wegiera, Jacek Bukowski, Leszek Konopiński i inni.
Jej największe przeboje: „Nasz uśmiech losu”, „Dziewczyna taka jak ja”, „Może ja może Ty”, „Okruchy wspomnień”, „Weź mój cały świat”, „Trzeci rok”, „Tylko jeden dom” czyli „Casablanka” i inne...
Wspólnie z poznańskimi artystami Mizgalska była członkiem honorowym Klubu Muzycznego im. Anny Jantar, którego prezesem była Agata Materowicz.

## Dyskografia

### Single
S 173 Tonpress 1979 rok
- 1. Może ja może ty
- 2. Ze wspomnień został ledwie ślad

R 0981 Tonpress
- 1. Dziewczyna taka jak ja

R 0687-II
- 1. Nasz uśmiech losu
- 2. Chciałeś masz

### Albumy
Pronit PLP 0072 1985 rok. Okruchy wspomnień
Strona A
- 1. Okruchy wspomnień
- 2. Odkładam żal
- 3. W głębi uśmiechu
- 4. Nie mów mały
- 5. Nie ta ulica

Strona B
- 1. Tylko jeden dom
- 2. Talerzyk miodu
- 3. Nasz uśmiech losu
- 4. Miasto w sztucznym świetle
- 5. Weź mój cały świat
- 6. Historia jednej znajomości

Cd Konstech – Records 100691 CD, 1990 rok „Jestem Twoją Lady”
(i wcześniej płyta pod tym samym tytułem o numerze Konstech Records KRLP 001)
- 1. Jestem Twoją Lady
- 2. Pogodę w życie nieś
- 3. Nie zawsze tak jest
- 4. Zostań ze mną chwilę
- 5. San Francisco
- 6. Anna Maria (cover Czerwonych Gitar)
- 7. Kiedy jesteś znów sam
- 8. Gdzie jest tamten kwiat
- 9. Ze wspomnień został ledwie ślad
- 10. Kiedy światła miasta

Mc BRAWO P 101 1991 rok, „Kolędy”
Strona A
- 1. Gdy śliczna Panna
- 2. Jezus malusieńki
- 3. Do szopy, hej pasterze
- 4. Pójdźmy wszyscy do stajenki
- 5. Lulajże, Jezuniu

Strona B
- 1. Wśród nocnej ciszy
- 2. Cicha noc
- 3. Hej w dzień Narodzenia
- 4. Przybieżeli do Betlejem

CD (Brak wydawcy i roku wydania na płycie) „Dla Ciebie”
- 1. Jestem Twoją Lady
- 2. Tylko jeden dom
- 3. Okruchy wspomnień
- 4. Zostań ze mną na chwilę
- 5. Kiedy jesteś znów sam
- 6. Historia jednej znajomości
- 7. Nie zawsze jest tak
- 8. Ze wspomnień został ledwie ślad
- 9. Weź mój cały świat
- 10. San Francisco
- 11. Trzeci rok